# Sar Shīf
Sar Shīf (persiska: سر شيف) är en ort i Iran.   Den ligger i provinsen Hormozgan, i den sydöstra delen av landet, 1 100 km sydost om huvudstaden Teheran. Sar Shīf ligger 7 meter över havet och antalet invånare är 307.
Terrängen runt Sar Shīf är mycket platt. Runt Sar Shīf är det ganska glesbefolkat, med 25 invånare per kvadratkilometer. Närmaste större samhälle är Tombānū, 19,9 km norr om Sar Shīf. Trakten runt Sar Shīf är ofruktbar med lite eller ingen växtlighet.